# Przybysławice (Grande-Pologne)
Pour les articles homonymes, voir Przybysławice.
Przybysławice est une localité polonaise de la gmina mixte de Raszków, située dans le powiat d'Ostrów Wielkopolski en voïvodie de Grande-Pologne. Elle se trouve à environ 8 kilomètres au nord de la ville d’Ostrów Wielkopolski et 95 km au sud-est de Poznań, la capitale régionale. 

## Géographie

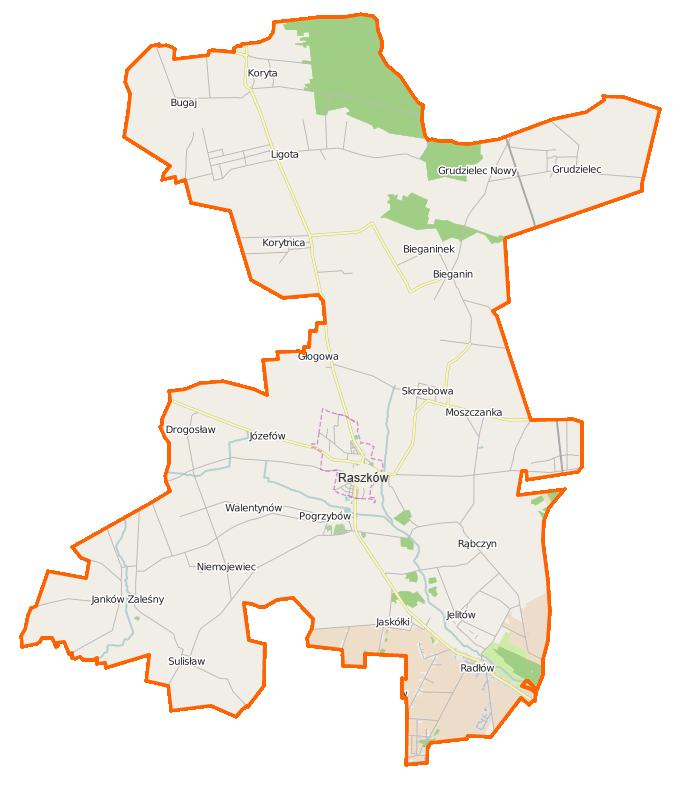
Carte de la gmina de Raszków.